# Cindy Crawford
Cynthia Ann "Cindy" Crawford, född 20 februari 1966 i DeKalb i Illinois, är en amerikansk fotomodell. Cindy Crawford var en av 1990-talets mest uppmärksammade supermodeller och ett hett namn inom modebranschen. Ett födelsemärke över läppen har blivit ett kännetecken för Crawford.
Hon har även varit programledare på musikkanalen MTV. År 1991–1995 var hon gift med skådespelaren Richard Gere. Sedan 1998 är hon gift med modellen Rande Gerber och paret har två barn tillsammans, sonen Presley Walker Gerber (född 1999) och dottern Kaia Jordan Gerber (född 2001).